# روبرت فلبس
روبرت فلبس (بالإنجليزية: Robert Phelps)‏ هو رياضي خماسي بريطاني، ولد في 22 يوليو 1939 في غلوستر في المملكة المتحدة.

## وصلات خارجية
- روبرت فلبس على موقع اللجنة الأولمبية الدولية (الإنجليزية)
- روبرت فلبس على موقع أوليمبيديا (الإنجليزية)
- روبرت فلبس على موقع اللجنة الأولمبية البريطانية (الإنجليزية)